# Гьяуин
Гьяуин (исл. Gjáin) — долина на юге Исландии с прозрачными бассейнами, мощными водопадами и сюрреалистическими вулканическими сооружениями, расположенная на краю долины Þjórsárdalur. В конце долины находится водопад Gjárfoss.

## История
Территория вокруг этих водопадов не только уникальна в геологическом отношении, но и исторически значима. Примерно в 15 минутах вниз по течению от водопада находится отреставрированная ферма викингов-первопоселенцев Стёйнг, которая была разрушена в результате извержения близлежащего вулкана Гекла в 1104 году. С этого места можно разглядеть и сам вулкан Гекла. Рядом с водопадами в районе Гьяуин находится несколько других реликвий раннего поселения, в том числе несколько каменных стен, установленных внутри пещер, и выступы в скальных образованиях возле нескольких источников.

## Известность
Гьяуин — относительно скрытая жемчужина в Исландии, но её популярность возросла благодаря её звездной роли в Игре престолов. Это место съемок Игры престолов в Исландии использовалось в 4 сезоне, когда Арья Старк тренировала свой «Водный Танец» вместе с Псом.

## Туризм
Добраться до места можно двумя разными путями. Первый — это поход длиной 2,1 км от фермы Эпоги Саги Стёйнг. Это около 122 километров от столицы. Эта тропа ведёт в северо-западную часть долины. Поход будет длиться 15 минут (в обе стороны), и, возможно, придется подниматься и спускаться по крутым тяжелым скалам, чтобы добраться до места назначения.
Любители спокойного и легкого пути могут выбрать другой путь, который ведёт к парковке на южной стороне долины. Все, что нужно сделать, это спуститься по лестнице, чтобы попасть в этот маленький рай на земле.

## Галерея

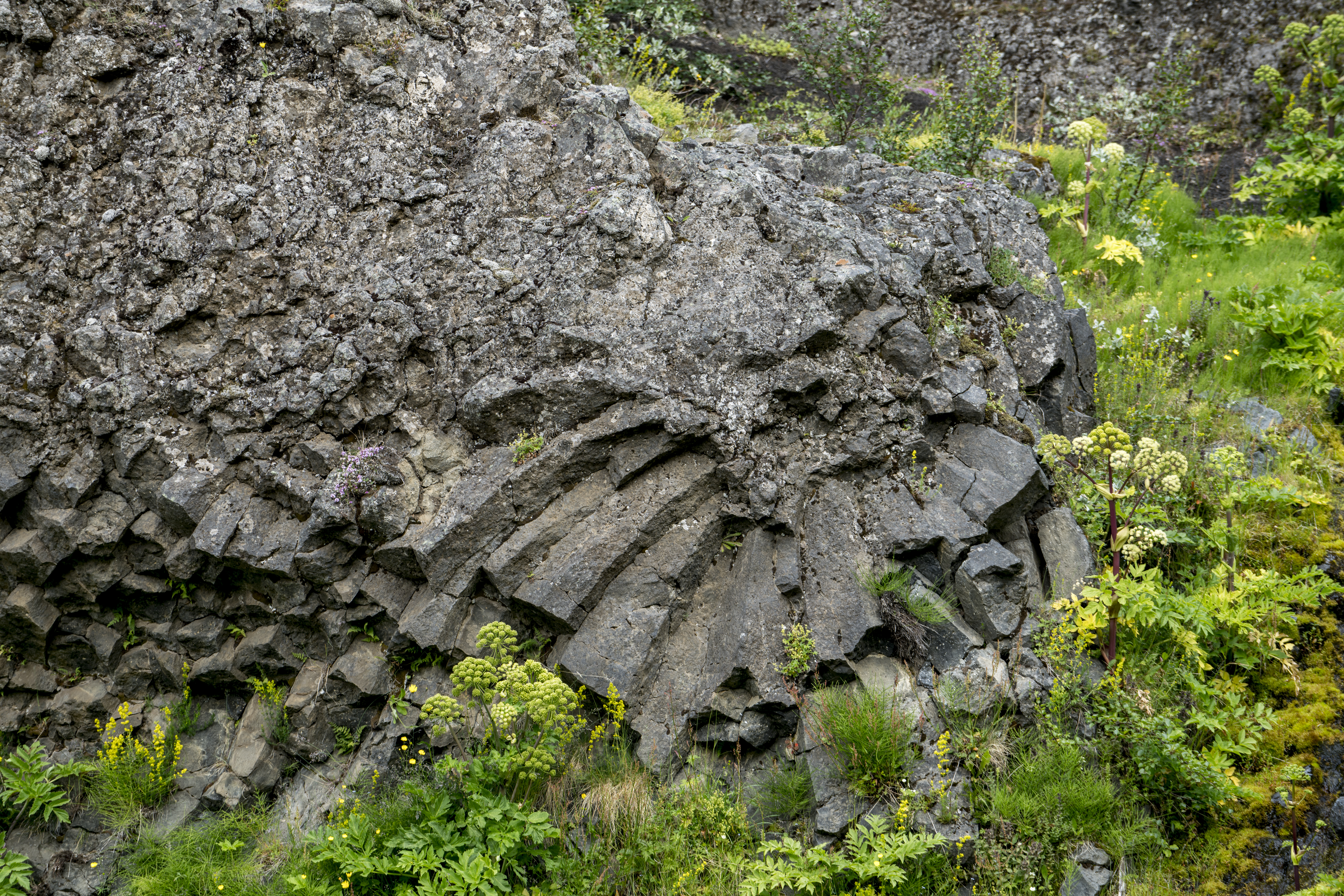
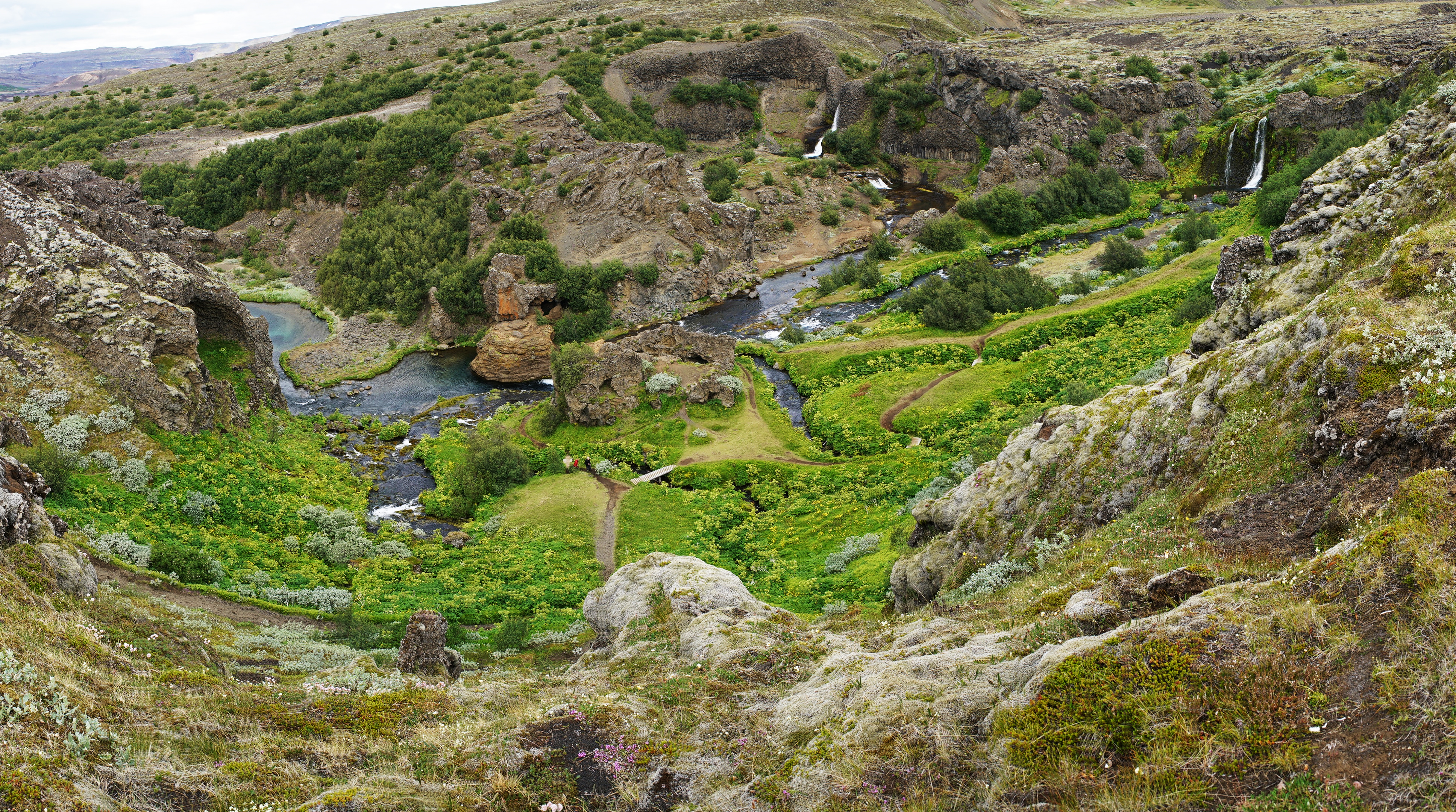
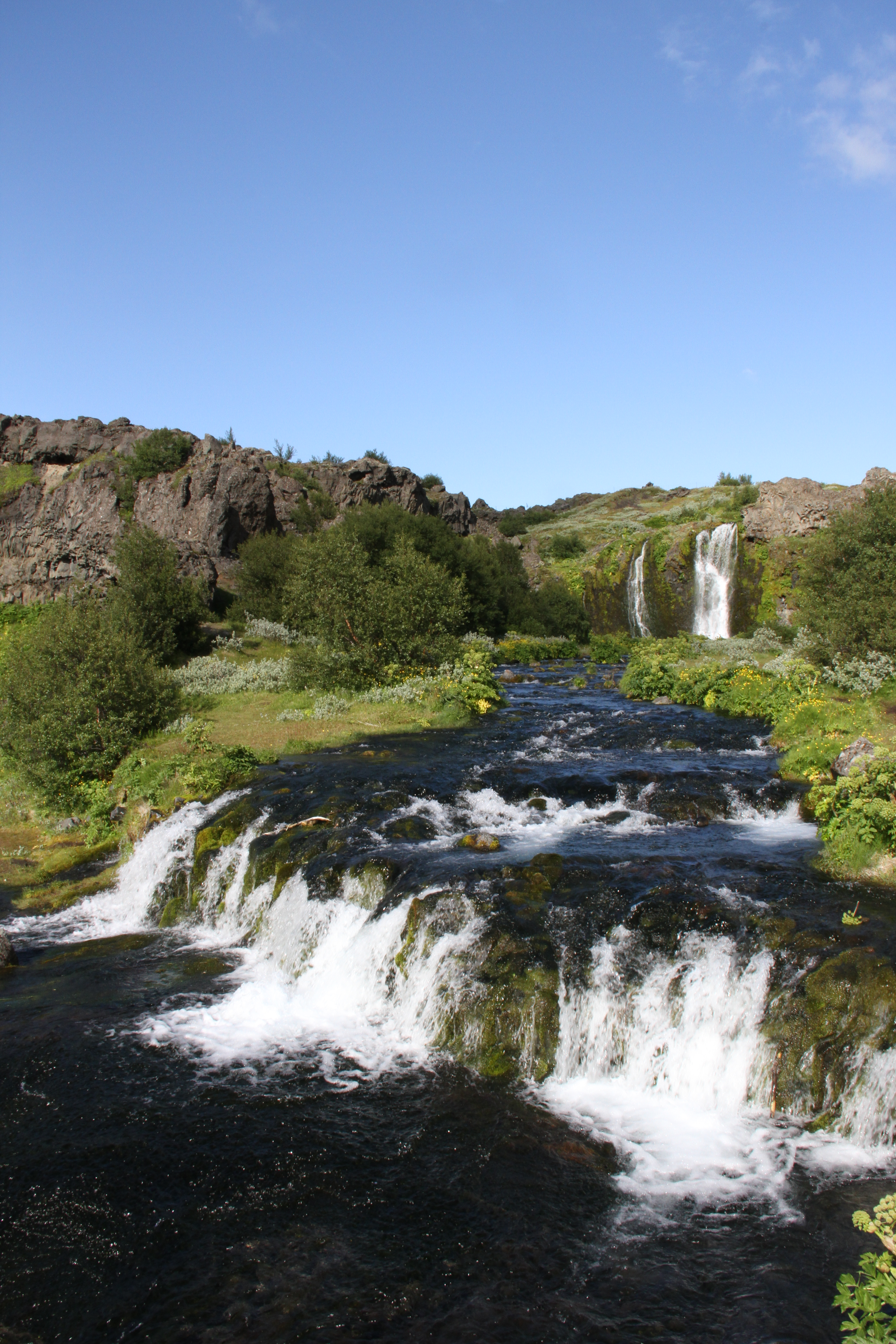
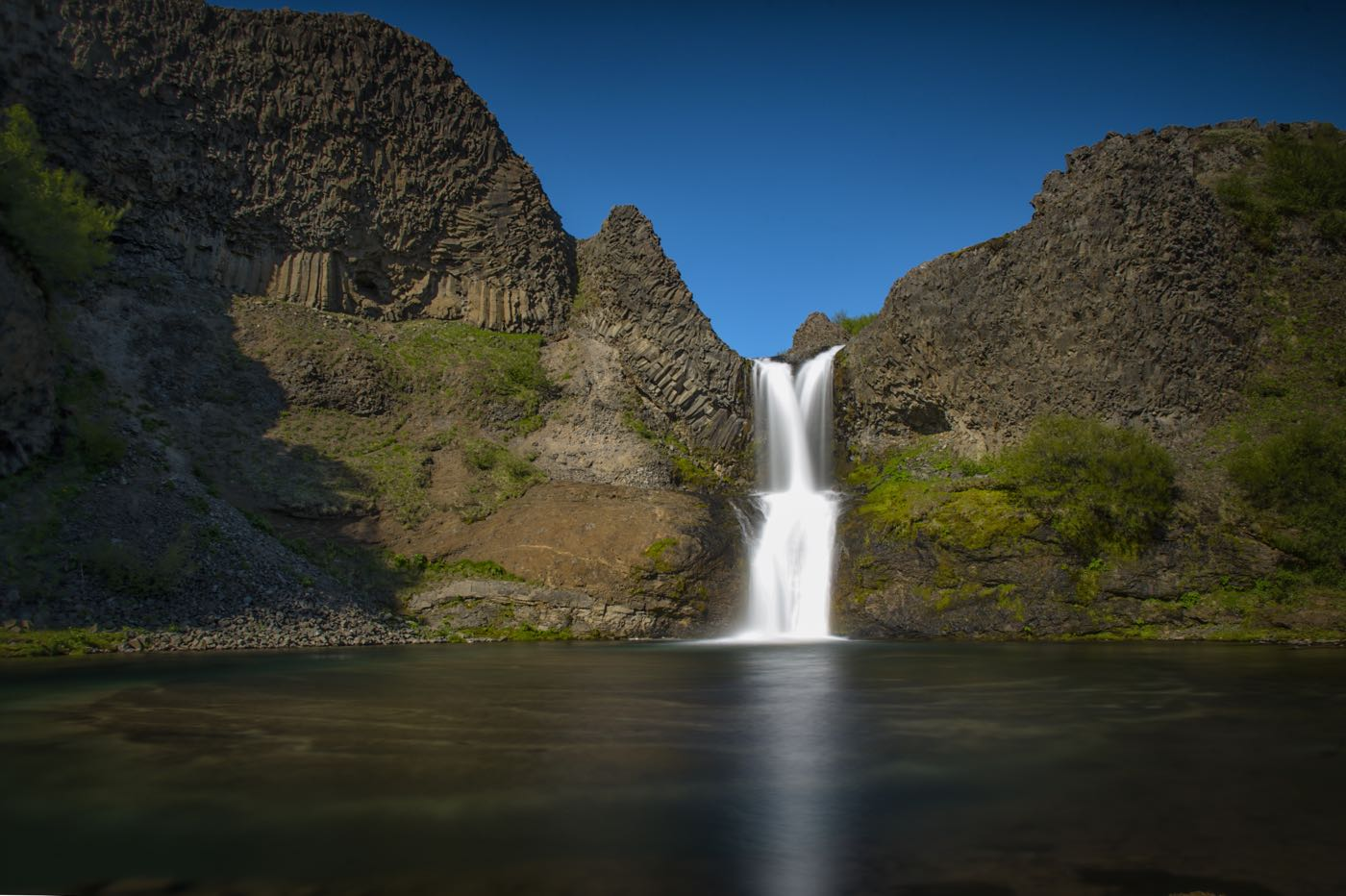